# Клаус (фільм)
«Клаус» — іспанська англійськомовна анімована різдвяна комедія 2019 року сценариста і режисера Серхіо Паблоса (його режисерський дебют). Виробництво студії анімації Sergio Pablos Animation Studios (SPA Studios) за підтримки Aniventure , поширення відбувається на платформі Netflix як її перший оригінальний анімаційний фільм. Співавторами фільму стали Зак Льюїс та Джим Махоні, озвучили фільм Джейсон Шварцман, Джонатан Сіммонсон, Рашида Джонс, Джоан К'юсак, Вілла Сассо та Норм Макдональд. Заснований на історії походження міфу про Санта-Клауса, сюжет обертається навколо листоноші, який живе в містечку на півночі та знайомиться з відлюдькуватим виробником іграшок (Клаусом).
Реліз відбувся 8 листопада 2019 року і супроводжувався позитивними відгуками глядачів, які відзначили інноваційну анімацію, чуттєву історію та вокальні відступи.
На 1 березня 2024 року фільм займав 176-ту позицію у списку 250 кращих фільмів за версією IMDb.

## Сюжет
Джеспер (Джейсон Шварцман) — молодий чоловік з багатої родини, яка займається поштовим бізнесом та егоїстичний юнак, який взагалі не має життєвих цілей. Коли його батько, головний поштмейстер, відправляє його в поштову академію, він навмисно стає найгіршим студентом, тому батько відправляє його на острів за Полярним колом, і ставить умову, якщо хлопець не розішле 6000 листів за рік, він може не розраховувати на підтримку сім'ї.
Після того, як Джеспера доставляє в острівне місто Смеренсбург саркастичний капітан парому Могенс (Норм Макдональд), поступово стає зрозуміло, що все місто складається з двох сімей що ворогують, Елінгбоїв на чолі з містером Еллінгбо (Уілл Сассо) та Крумів на чолі з пані Крум (Джоан К'юсак), які насилу обмінюється парою словами, не кажучи вже про листи. Намагаючись придумати спосіб надсилати листів з містечка, Джеспер помічає на карті у своєму кабінеті далеку стару будівлю. Там він виявляє відлюдькуватого лісовика, на ім'я Клаус (Джонатан Сіммонс), який має хист до деревообробки та живе в будинку з великою кількістю іграшок ручної роботи.
Джеспер вже майже опустив руки, коли починають розгортатися несподівані події, які наштовхують його на думку про те, аби Клаус подарував свої іграшки дітям містечка, які б просили їх, надсилаючи йому листи. Клаус погоджується з пропозицією Джеспера дарувати іграшки за умови, що відправляти їх будуть вночі. Коли Джеспер розуміє, що багато дітей не вміють писати, він відправляє їх до пані Альви (Рашида Джонс), вчительки, з якою Джеспер познайомився в перший день після прибуття у місто. Набираючі оберти дії Джеспера та Клауса стають головною темою розмов серед дітей, а характер їхніх дій змушує дітей повірити, що Клаус не тільки дуже відповідально відноситься до справи, але і має певні магічні якості, такі як потрапляння в будинок через димар не спричиняючи шуму та катання на летючих санях, в які він запрягає чарівних оленів. Коли Джеспер розповідає дітям, що Клаус не буде дарувати іграшки неслухняним дітям, і що Клаус завжди знає, коли діти погано поводяться, поведінка дітей змінюється, і їхні добрі вчинки надихають інших городян робити те саме.
Врешті-решт у Джеспера та Клауса починають закінчуватися іграшки, які вони можуть подарувати дітям, тому Джеспер пропонує дарувати їм іграшки лише на Різдво. Одного разу Клаус розповідає Джесперу про свою дружину Лідію. Він розповідає, як вони планували народити багато дітей, і поки вони чекали, він виготовляв іграшки, які б він потім подарував їм. Але вони ніколи не мали змоги мати дітей, і Лідія врешті захворіла і померла. Клаус ділиться почуттями про те, який він щасливий, що Джеспер залучив його до місії дарувати радість дітям, і погоджується на Різдвяний план Джеспера. Незабаром вони отримують допомогу невеликої громади добрих саамійців, що допомагає їм у реалізації плану.
Однак містер Еллінгбо та місіс Крум хотіли завадити Джесперу і Клаусу, аби не порушувати їхню традицію багатовікової ворожнечі родин, і вони вирішують зробити це об'єднавшись. Вони вигадують план, який передбачає вигнання Джеспера, використовуючи його минуле проти нього. Однак Джеспер остаточно вирішує залишитися в Смеренсбурзі, і коли голови родин йдуть знищувати іграшки, він робить усе можливе, щоб їх зупинити, але його зусилля виявляються безрезультатними, навіть коли дочка містера Еллінгбо Пампкін (Серхіо Паблос) та син пані Крум Олаф (Серхіо Паблос) закохуються одне в одного. Однак, виявляється, Клаус і Альва вже знали, що саме буде відбуватись, і готувались до виконання плану, замінивши іграшки дерев'яними приманками.
Стосунки в Смеренсбурзі між містером Еллінгбо та місіс Крум почали покращуватись і вони змушені припинити сварку родин через те, що їхні діти вирішили одружитися. Джеспер і Клаус продовжують дарувати подарунки дітям на Різдво, в той час, як їм доводиться продовжувати розширювати свою діяльність все далі та далі. Одного разу, через дванадцять років, Клаус раптом безслідно зникає, він долучається до своєї померлої дружини. Джеспер і Альва одружуються і в них з'являються двоє дітей, і щовечора Джеспер бачить дух свого друга, як він продовжує роздавати іграшки дітям по всьому світу.

## Довідка
Паблос сказав, що Смеренсбург — це навмисне неправильне написання Смеренбурга, колишньої голландської та данської китобійної станції на арктичному архіпелазі Свальбард.

## Озвучення
- Джейсон Шварцман у ролі Джеспера Йохансона, листоноша, який дружить з Клаусом і допомагає створити щасливе Різдво у Смеренсбурзі, під час адаптації до життя поза зоною комфорту.
- Джонатан Сіммонс у ролі Клауса (Санта Клауса), теслі, який виготовляє іграшки.
  - Сіммонс також озвучує Дриля Саржа, помічника голови відділення поштового зв'язку родини Йохансонів.
- Рашида Джонс у ролі Альви, вчителька у школі, в яку закохався Джеспер.
- Уілл Сассо у ролі містера Еллінгбо, людини, що веде давню ворожнечу своєї родини з родиною Крумсів.
- Неда Маргрете Лабба у ролі Маргу, маленької дівчинки, яка дружить з Джеспером.
- Серхіо Паблос у ролях:
  - Пампкін, дочки містера Еллінгбо, у якої єдине слово — «моє».
  - Олафа, сина місіс Крум, який просто видає звуки.
- Норм Макдональд у ролі Могенса, саркастичного капітана парому, який проживає в Смеренсбурзі.
- Джоан К'юсак у ролі місіс Крум, старенької жінки, що веде стародавню ворожнечу своєї родини з Елінгбоями.
- Рейльф Олександрсенсен та Сара Маргрет Оксал озвучили голоси дорослих жителів Саамі

Дитячі голоси озвучили: Еван Агос, Скай Алексіс, Джейден Беттенкорт, Тедді Блум, Міла Бренер, Сідней Броуер, Фінн Карр, Кендалл Джой Холл, Хейлі Герміда, Лексі Голланд, Брук Хаккеба, Метью Макканн, Такер Мек, Лео Міллер, Хоакін Обрадорс, Віктор Паблос, Лучан Перрес, Бейлі Рі Фендерсон, Максим Рігель, Емма Шеннон, Айден Сорія, Неділя Стурц, Хадсон Вест, Гордон Вілкокс, Емма Яровінський та Джуліан Зейн
Голоси дорослих озвучили: Бред Абрелл, Кетрін Кавадіні, Білл Чот, Деніел Крук, Брайан Фінні, Стівен Х'юз, Ніл Каплан, Сем Макмюррей, Аманда Філіпсон, Елісон Рід, Ді Ді Рішер, Дуайт Шульц, Ллойд Шерр, Хелен Слейтон-Х'юз і Тревіс Віллінгем

## Український дубляж
- В'ячеслав Скорик — Джаспер
- Олександр Шевчук — Клаус
- Анна Артем'єва — Альва
- Андрій Альохін — містер Еллінгбо
- Євген Пашин — Могенс
- Наталя Поліщук — місіс Крум
- А також: Наталя Надірадзе, Борис Георгієвський, Михайло Кришталь, Софія Желізняк, Тетяна Руда, Яна Кривов'яз, Таїсія Кривов'яз, Дмитро Терещук, Дмитро Зленко, Людмила Чиншева, Сергій Ладєсов, Єва Тимошенко, Ілля Локтіонов

Фільм дубльовано українською студією «Так Треба Продакшн» на замовлення компанії «Netflix» у 2021 році.
- Перекладач — Олена Алексенко
- Режисер дубляжу — Галина Железняк[5]
- Звукорежисер — Дмитро Бойко
- Менеджер проєкту — Ольга Чернявська

## Виробництво
Після створення власної анімаційної студії в Мадриді, Іспанія, режисер Серхіо Паблос, який працював над фільмами Відродження Діснея, такими як Аладдін, Горбань із Нотр-Дама, Геркулес та Тарзан, вирішив розробити новий традиційно-анімаційний мальований художній фільм. Паблос хотів дослідити, як би розвивалося б середовище, якби західні студії анімаційних фільмів не перейшли на виробництво в основному комп'ютерної анімації з 1990-х. Для того, аби мультфільм виглядав саме так, студія прагнула подолати деякі технічні обмеження, які мала традиційна анімація, зосереджуючись на органічному та об'ємному освітленні та текстуруванні, щоб надати мультфільму неповторного вигляду, зберігаючи при цьому відчуття ручної роботи. Власні інструменти французької компанії Les films du Poisson Rouge, яка розташована в Ангулемі використовувались для того, щоб дозволити команді створювати різноманітні стилі візуального розвитку з метою відійти від стандартизованого стилю «персонажів, схожих на наклейки, накладені на пофарбовані фони». Діснеївський аніматор Джеймс Бакстер, відомий завдяки фільму «Красуня і чудовисько», також працював над фільмом.
Перший тизер проєкту був випущений у квітні 2015 року; у той час студія шукала партнерів з питань інвестицій, спільного виробництва та поширення. До них приглядалися багато студій, які сприймали проєкт як «занадто ризикований». У листопаді 2017 року Netflix оголосив, що вони придбали глобальні права на фільм «Клаус»; водночас із попередньою датою виходу фільму на Різдво 2019 р. було оголошено, що Шварцман, Джонс, Сіммонс та К'юсак пройшли кастинг. У березні 2019 року повідомлялося про те, що компанія Netflix планувала номінувати «Клауса» на Оскар, і він був одним з десяти фільмів, на рахунок яких Netflix вела переговори щодо випуску обмежених релізів до онлайн-дебютів цього серпня. Дата виходу фільму була оголошена разом з дебютом офіційного трейлера 7 жовтня.
Фільм присвячений аніматорці Мері Лешер, яка померла 2 червня 2019 року від раку. Вона працювала над Клаусом, а також іншими анімаційними фільмами, такими як Красуня і чудовисько та Король Лев.

## Реліз
8 листопада 2019 року Клаус був показаний у вигляді театральної вистави у найкращих театрах, а 15 листопада був випущений фільм на Netflix . Це перший оригінальний мультиплікаційний фільм, який з'явився на Netflix.

## Рейтинги
На Агрегаторі рецензій сайту Rotten Tomatoes, фільм має рейтинг 92 % схвалень, базуючись на 50 відгуках, із середнім рейтингом 7.59 / 10. Критичний консенсус зазначає: «Прекрасна анімація намальована вручну та жартівлива, чутлива історія роблять Клауса миттєвим кандидатом на звання класичного фільму для перегляду під час зимових канікул». Metacritic присвоїв фільму середній бал 63 зі 100, базуючись на 11 відгуків, із зазначенням «більшості схвальних відгуків».
| Нагорода                                     | Дата церемонії         | Категорія                                          | Одержувач (и)                                                                    | Реф /                                          |
| -------------------------------------------- | ---------------------- | -------------------------------------------------- | -------------------------------------------------------------------------------- | ---------------------------------------------- |
| Нагороди Енні                                | 20 січня 2020 року     | Найкращий анімаційний фільм                        | Клаус                                                                            | [ 17 ]                                         |
| Нагороди Енні                                | 20 січня 2020 року     | Найкраща анімація персонажів у анімаційному фільмі | Серхіо Мартінс (керівник анімації) для «Alva»                                    | [ 17 ]                                         |
| Нагороди Енні                                | 20 січня 2020 року     | Найкращий дизайн персонажів у анімаційному фільмі  | Торшен Шранк                                                                     | [ 17 ]                                         |
| Нагороди Енні                                | 20 січня 2020 року     | Найкраща режисура в анімаційному фільмі            | Серхіо Паблос                                                                    | [ 17 ]                                         |
| Нагороди Енні                                | 20 січня 2020 року     | Найкращий дизайн виробництва в анімаційному фільмі | Шімон Бірнацький, Марцін Якубовський                                             | [ 17 ]                                         |
| Нагороди Енні                                | 20 січня 2020 року     | Найкращий розкадровка в анімаційному фільмі        | Паблос                                                                           | [ 17 ]                                         |
| Нагороди Енні                                | 20 січня 2020 року     | Найкраща редакція в анімаційному фільмі            | Пабло Гарсія Реверт                                                              | [ 17 ]                                         |
| Нагороди Товариства кінокритиків у Детройті  | 9 грудня 2019 року     | Найкращий анімаційний фільм                        | Клаус                                                                            | [ 18 ]                                         |
| Голлівудська музика в медіа-нагородах        | 20 листопада 2019 року | Найкраща оригінальна пісня в анімаційному фільмі   | «Невидимий» Джуссі Ільмарі Карвінен, Керолайн Пеннелл, Джастін Трантер (піснярі) | [ 19 ]                                         |
| Нагороди Асоціації кінокритиків Сент-Луїса   | 15 грудня 2019 року    | Найкращий анімаційний фільм                        | Клаус                                                                            | [Архівовано 12 Грудня 2017 у Wayback Machine.] |
| Нагороди Асоціації кінокритиків у Вашингтоні | 8 грудня 2019 року     | Найкращий анімаційний фільм                        | Клаус                                                                            |                                                |

## Саундтрек
«Invisible» Зари Ларссон та " How You Like Me Now? " групи The Heavy звучать у фільмі. Пісня " High Hopes " групи Panic! at the Disco звучить в трейлері.